# 阿列克謝·斯皮里多諾夫
阿列克謝·斯皮里多諾夫（俄语：Aleksey Spiridonov；1988年6月26日—）是一位俄羅斯排球運動員。他現在效力於俄羅斯排球聯賽球隊喀山澤尼特排球俱樂部。他也是俄羅斯國家男子排球隊的一員。